# Scottish Army
Il Royal Scots Army (scots: Ryal Scots Airmy), fu l'esercito del Regno di Scozia tra la Restaurazione nel 1660 e gli Acts of Union del 1707. Il piccolo esercito venne istituito nel corso della Restaurazione, principalmente impegnato a contrastare, sia le ribellioni Covenanter, che la guerriglia dei Cameroniani. Vi furono anche tentativi di fondare una milizia più grande. Al momento della Gloriosa Rivoluzione, tra il 1688 ed il 1689, l'esercito permanente contava su oltre 3.500 uomini. Diversi nuovi reggimenti vennero creati per difendere il nuovo regime e, anche se alcuni vennero presto sciolti, altri parteciparono alle guerre continentali di Guglielmo II. Al momento degli Acts of Union del 1707, l'esercito possedeva sette unità di fanteria, due di cavalleria e una truppa di Guardie a Cavallo. Le prime unità indossavano uniformi di colore grigio, ma successivamente adottarono il colore rosso, come l'esercito inglese dopo il 1684. Nel 1707 i reggimenti esistenti vennero incorporati nella British Army, mentre nuovi reggimenti scozzesi, ed in particolare i reggimenti delle Highland, dal 1740 si sarebbero sollevati.

## Storia
Al tempo della Restaurazione nel 1660 , il Consiglio della Corona Scozzese istituì una forza composta da diversi reggimenti di fanteria ed alcuni soldati di cavalleria. Tra questi, venne creata una truppa di Guardie, di cui una seconda truppa nel 1661, il reggimento di cavalleria del tenente generale William Drummond, cinque truppe indipendenti a cavallo, un reggimento di guardie a piedi, in seguito conosciute come Scots Guards e le regiment de Douglas, formatesi e in servizio in Francia dal 1633, e, una volta restituite divennero il Royal Regiment of Foot. Vi furono anche tentativi di fondare, sul modello inglese, una milizia nazionale di 20 000 soldati e 2 000 cavalieri. Venne poi creata una Foote Company of Highland Men  e, nel 1678, tre truppe di Dragoni scozzesi. Altre tre truppe vennero aggiunte per costituire, nel 1681, il The Royal Regiment of Scots Dragoons, ma a quel punto erano già montati su cavalli grigi con il nome di Royal Scots Greys. Alla vigilia della Gloriosa Rivoluzione l'esercito permanente scozzese era formato da circa 3 000 uomini suddivisi tra vari reggimenti ed altri 268 veterani dislocati nelle principali guarnigioni, ad un costo annuale di circa £ 80.000.

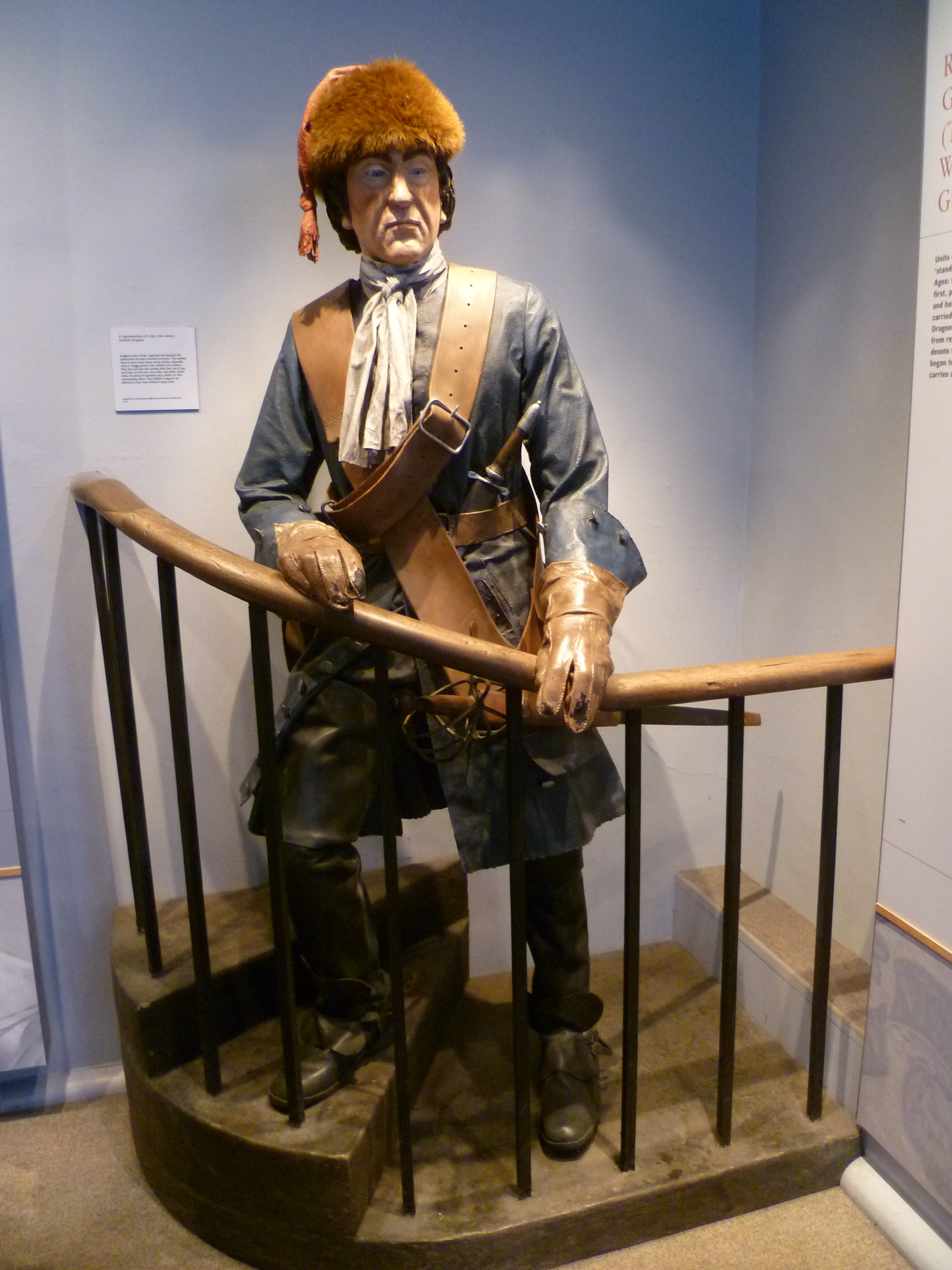
Dragoni Scots Greys del tardo XVII secolo.

Dopo la Gloriosa Rivoluzione del 1688-1689, dieci reggimenti vennero utilizzati per la difesa del regime. Alcuni vennero presto sciolti, ma altri servirono contro i ribelli giacobiti, in Irlanda e sempre più nelle guerre continentali di Guglielmo II, ad iniziare dalla guerra dei Nove Anni nelle Fiandre (1689-1697). Il loro ruolo era di tale importanza che il Parlamento scozzese costrinse la regina Anna a dare un assenso reale al controverso Act of Security del 1704, minacciando di ritirare tutte le forze scozzesi al di fuori dagli eserciti confederati. Al momento dell'atto di Unione nel 1707, il Regno di Scozia possedeva un esercito permanente composto da sette unità di fanteria, due di cavalleria e una di truppe di Guardie a Cavallo, oltre a vari livelli di fortezza d'artiglieria situate nei castelli presidio di Edimburgo, Dumbarton, e Stirling. Il nuovo British Army, creato dall'Atto di Unione, incorporò i reggimenti scozzesi esistenti. Alcune unità avrebbero avuto una lunga storia reggimentale, mentre i nuovi reggimenti scozzesi, in particolare degli Highlanders, sarebbero stati sollevati dal 1740.

## Uniformi
I primi gruppi furono probabilmente vestiti di un panno di lana filato in casa in hodden grigio, usato nel 1640, durante la guerra dei tre regni. I dragoni continuarono a indossare il grigio, ma dal 1684 venne importato il panno rosso dall'Inghilterra per rendere le uniformi abbinate a quelle dell'Esercito inglese; alla fine anche i dragoni adottarono il rosso. Le unità di milizia avrebbero potuto essere vestite con un uniforme blu. Le unità erano differenziate, su base reggimentale, per colori contrastanti visibili sui colletti e sui polsini.

## Storie dei reggimenti
Di seguito è riportato un elenco di reggimenti commissionati tra il 1660 e il 1707.
| Nome/Primo colonnello                         | Data Commissione | Altri Colonnelli/Nomi                                                                             | Data di scioglimento |
| --------------------------------------------- | ---------------- | ------------------------------------------------------------------------------------------------- | -------------------- |
| Lt-General William Drummond’s Horse           | 1660             |                                                                                                   | ?                    |
| 1st Troop of Life Guards                      | 1660             | 4th Troop of Horse Guards (1709)                                                                  | 1746                 |
| 2nd Troop of Life Guards                      | 1661             |                                                                                                   | 1663                 |
| 3rd Troop of Life Guards                      | 1663–64          |                                                                                                   | 1676                 |
| Royal Regiment of Scots Dragoons              | 1694             | Royal North British Dragoons (1707), 2nd Dragoons (1717), 2nd Dragoons (Royal Scots Greys) (1877) | Amalgamato nel 1971  |
| Royal Regiment of Foot                        | 1633             | His Majesty's Royal Regiment of Foot (1684), 1st (Royal) Regiment of Foot (1751)                  |                      |
| Marquis of Argyll's Royal Regiment            | 1642             | Life Guard of Foot (1650), His Majesty's Foot Guards (1661), 3rd Regiment of Foot Guards (1714)   |                      |
| Lt-General Thomas Dalyell’s Foot              | 1666             |                                                                                                   | 1667                 |
| Sir William Lockhart’s Foot                   | 1672             |                                                                                                   | 1674                 |
| Sir George Munro's Foot                       | 1674             |                                                                                                   | 1676                 |
| Earl of Mar’s Foot                            | 1677             | Royal Scots Fusiliers (1695)                                                                      | Amalgamato nel 1959  |
| Lord Douglas's Foot                           | 1678             |                                                                                                   | 1679                 |
| John Wauchope's Foot                          | 1688             |                                                                                                   | 1717                 |
| Lord Bargeny’s Foot                           | 1689             |                                                                                                   | 1689                 |
| Lord Blantyre’s Foot                          | 1689             |                                                                                                   | 1689                 |
| Earl of Glencairn’s Foot                      | 1689             |                                                                                                   | 1689                 |
| Earl of Mar’s Foot                            | 1689             |                                                                                                   | 1689                 |
| Lord Strathnaver’s 1st Foot                   | 1689             |                                                                                                   | 1690                 |
| Grant's Foot                                  | 1689             |                                                                                                   | 1690                 |
| Laird of Grant's Foot                         | 1689             |                                                                                                   | 1691                 |
| Viscount Kenmure’s Foot                       | 1689             |                                                                                                   | 1691                 |
| Earl of Argyll’s Foot                         | 1689             | John Lord Lorne 1694                                                                              | 1698                 |
| John Hill's Foot                              | 1689             |                                                                                                   | 1698                 |
| Richard Cunningham's Foot                     | 1689             |                                                                                                   | 1698                 |
| Sir James Mocrief's Foot                      | 1689             | George Hamilton 1694                                                                              | 1714                 |
| Earl of Angus’s Foot                          | 1689             | Cameronians, 26th Foot (1751)                                                                     | Amalgamato nel 1881  |
| Lord Leven's Foot                             | 1689             | Semphill's Foot (1745 ca.), 25th Foot (1751), King's Own Borderers (1805)                         | Amalgamato nel 2006  |
| John Hill’s Foot                              | 1690             |                                                                                                   | 1698                 |
| William Douglas's 1st Foot                    | 1694             |                                                                                                   | ?                    |
| William Douglas's 2nd Foot                    | 1694             |                                                                                                   | 1697                 |
| Lord John Murray's Foot                       | 1694             | Earl of Tullibardine                                                                              | 1697                 |
| Lord Lindsay (più tardi Lord Crawford)'s Foot | 1694             |                                                                                                   | 1697                 |
| Robert Mackay's 1st Foot                      | ?                |                                                                                                   | ?                    |
| Robert Mackay's 2nd Foot                      | ?                |                                                                                                   | 1697                 |
| Lord Strathnaver's 2nd Foot                   | 1698             | John Lord Lorne (1702), John Marquis of Tullibardine                                              | 1717                 |
| Lord Strathnaver's 3rd Foot                   | 1702             |                                                                                                   | 1713                 |
| Earl of Mar's Foot                            | 1702             | Alexander Grant (1706)                                                                            | 1713                 |
| Lt-Col George MacCartney's Foot               | 1704             |                                                                                                   | 1713                 |